# نوایون
نوایون (به فرانسوی: Noyon) یک کمون در فرانسه است که در canton of Noyon واقع شده‌است.

## خصوصیات
نوایون ۱۸ کیلومترمربع مساحت و ۱۳٬۶۵۸ نفر جمعیت دارد و ۵۲ متر بالاتر از سطح دریا واقع شده‌است.

## خواهرخوانده
شهرهای هکسهام و متسینگن خواهرخوانده‌های نوایون هستند.